# Popice (Znojmo)

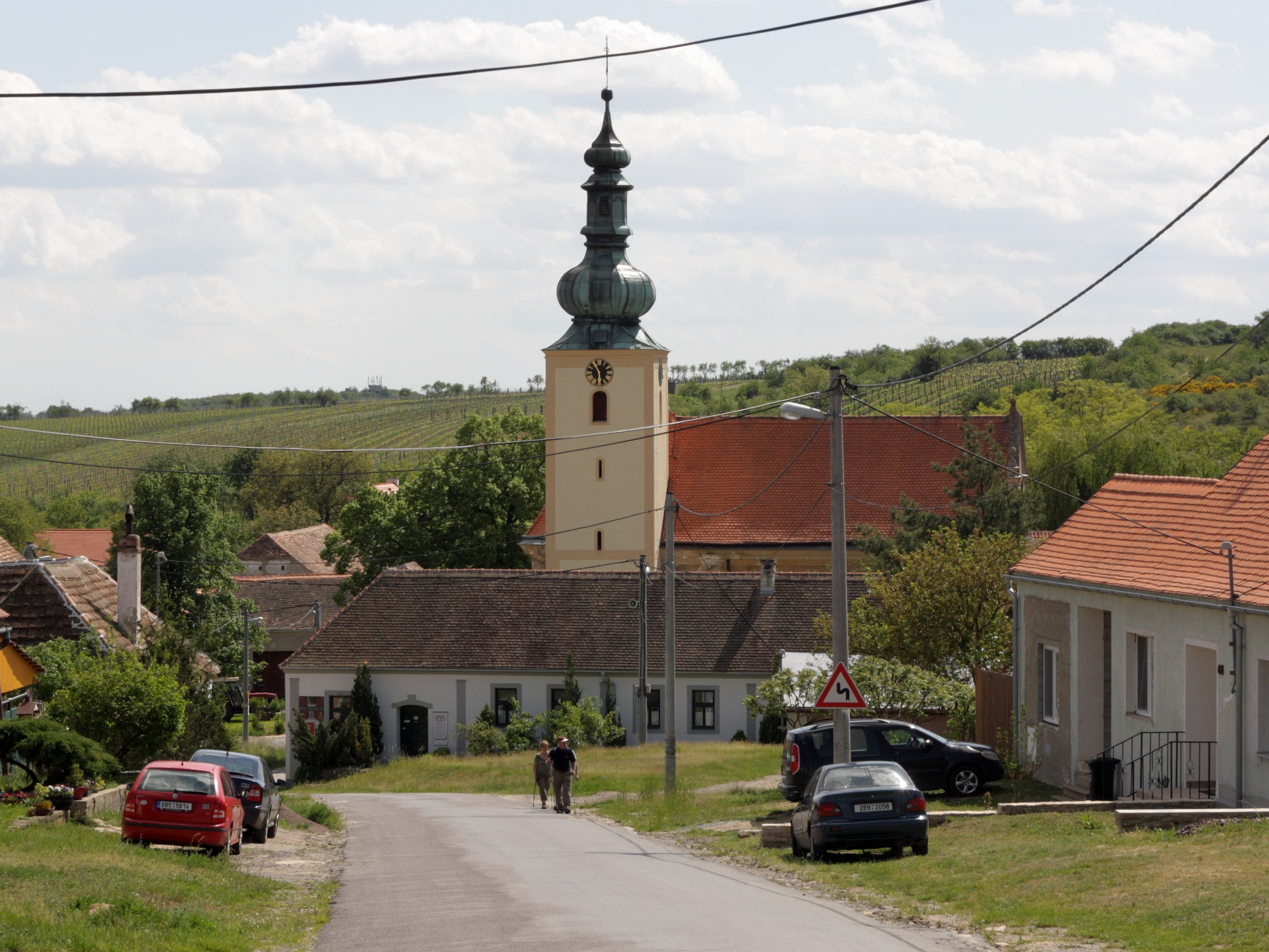
Hauptstraße und Kirche des hl. Sigismund

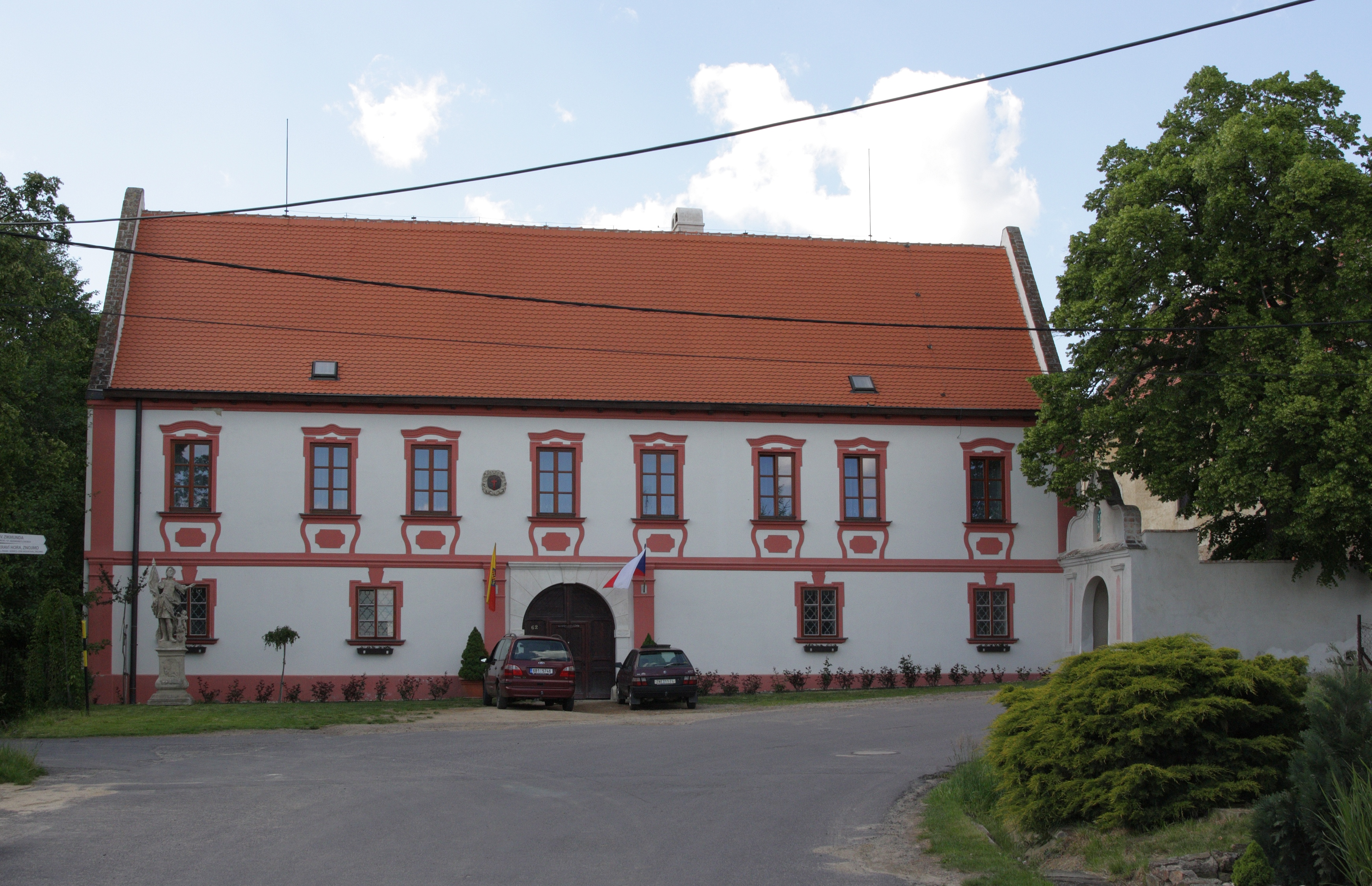
Pfarrhaus

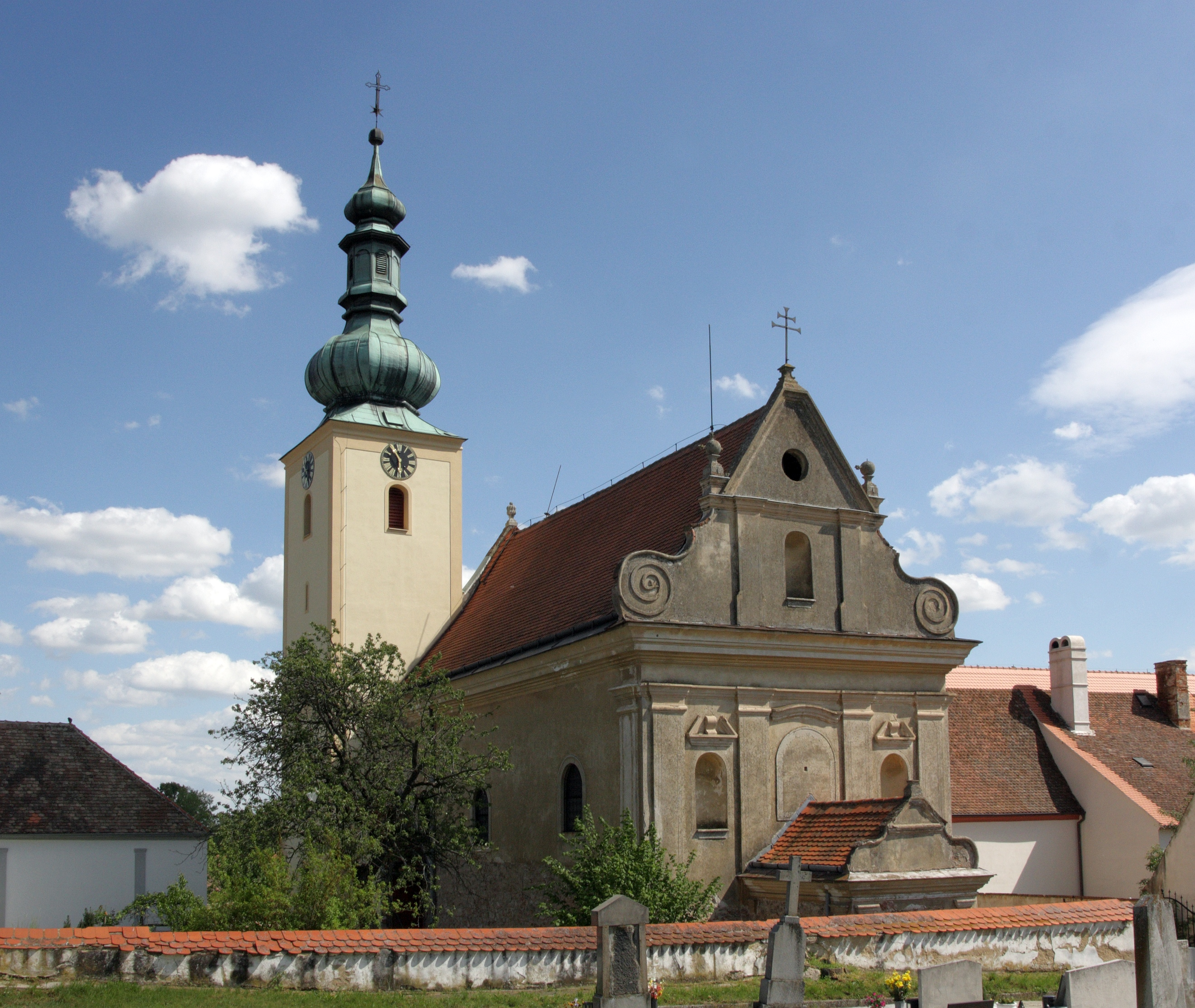
Kirche des hl. Sigismund

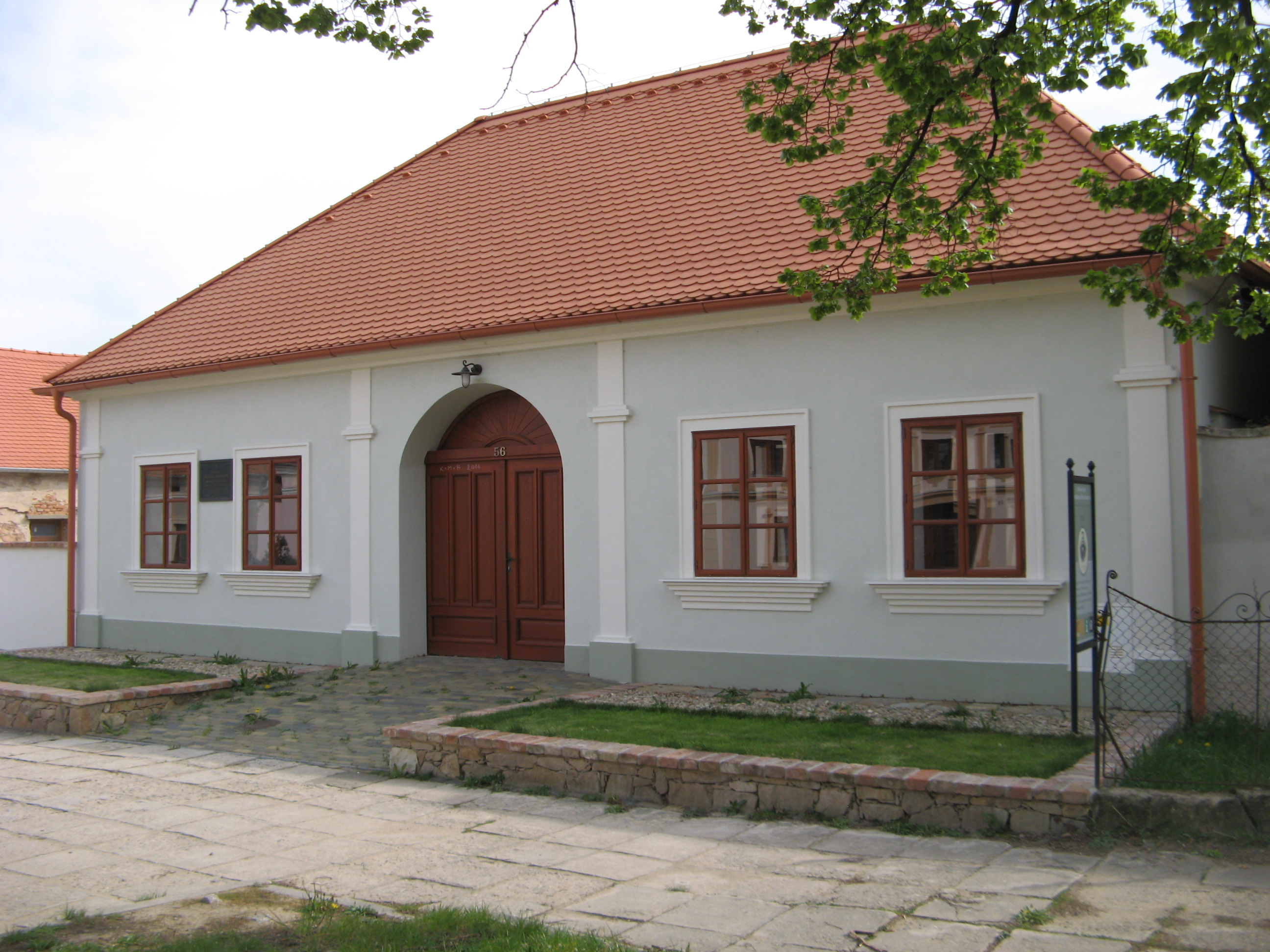
Geburtshaus von Charles Sealsfield

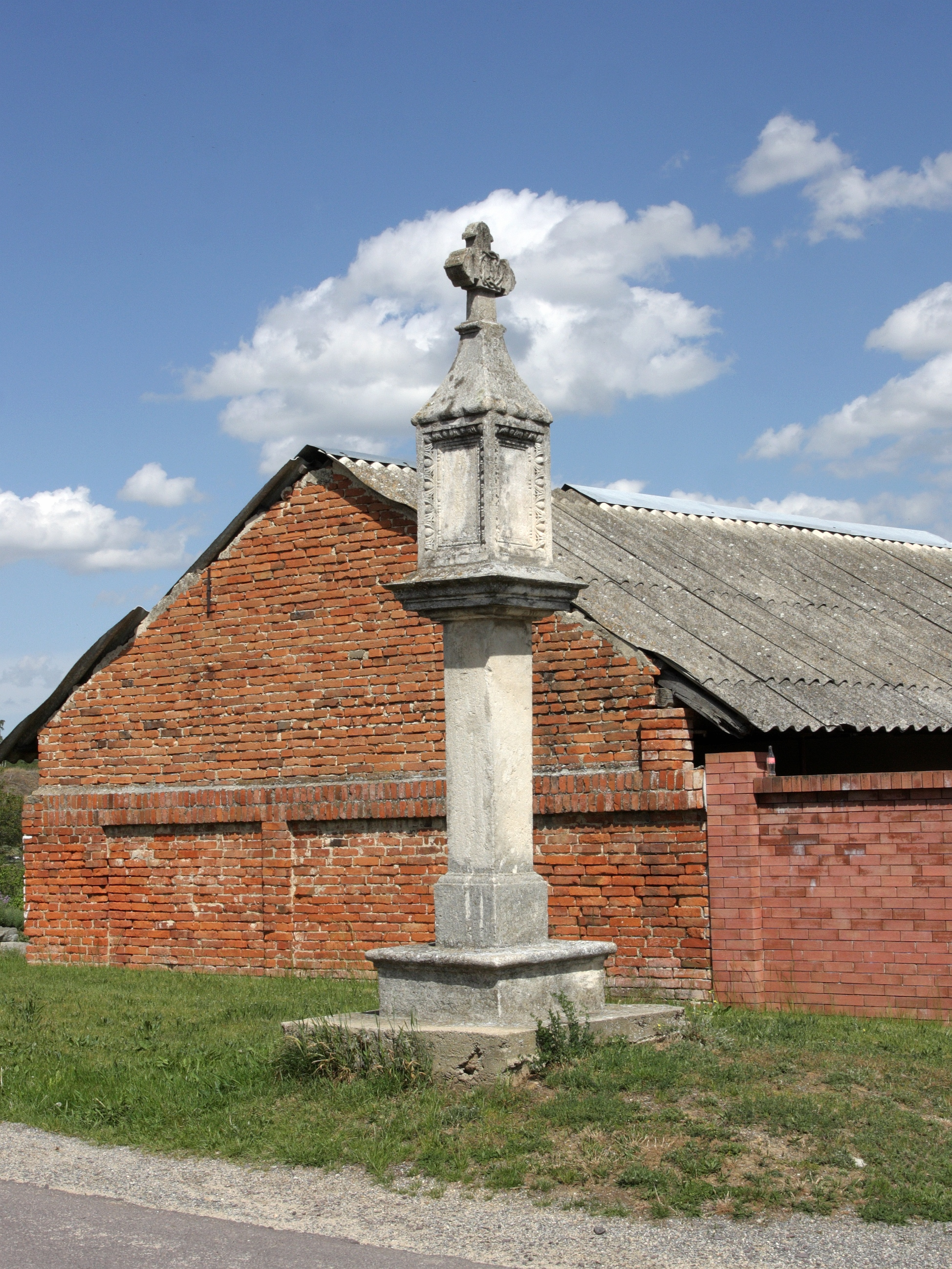
Bildstock

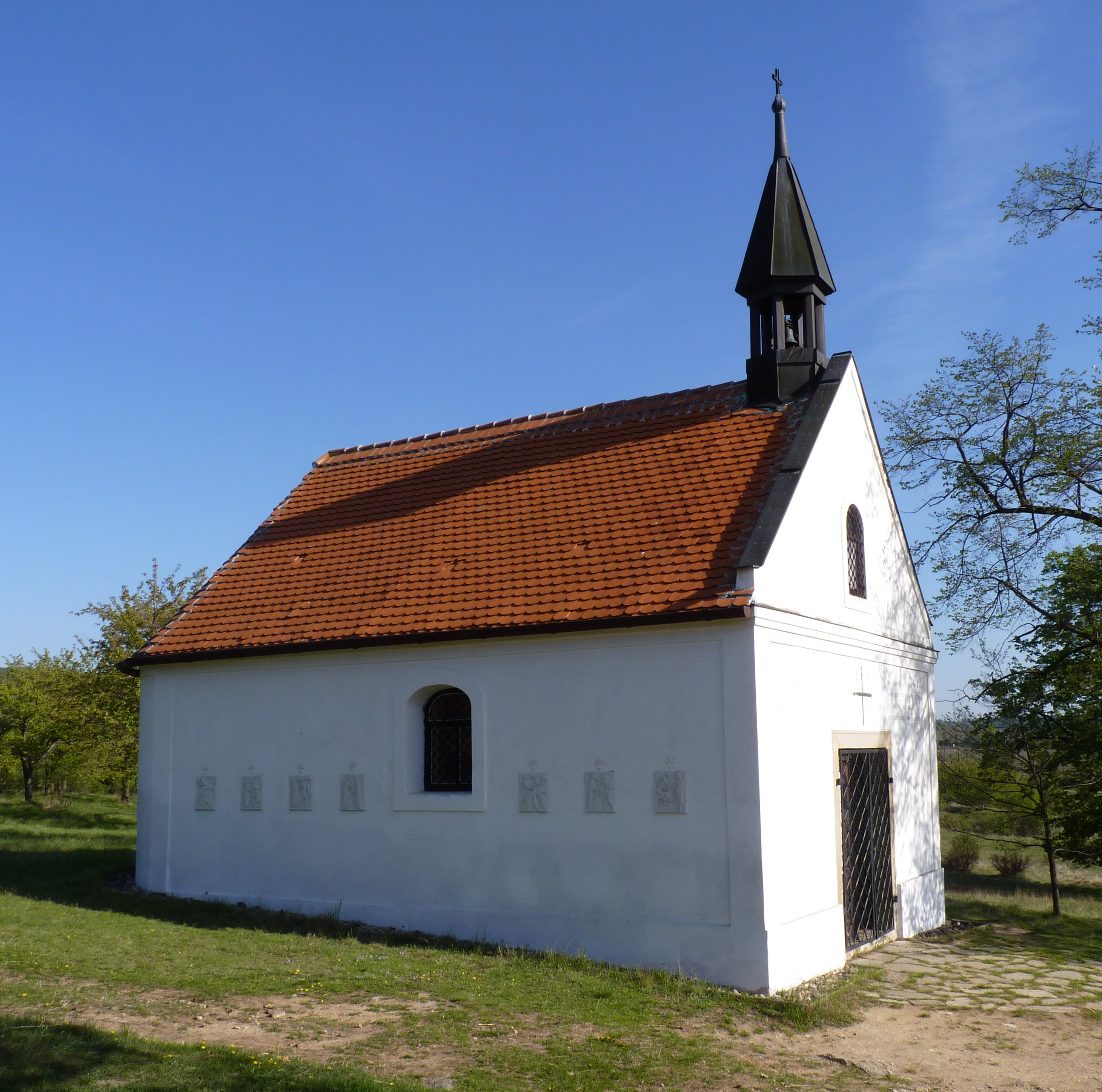
Kapelle der schmerzhaften Mutter Gottes

Popice (deutsch Poppitz) ist ein Ortsteil der Stadt Znojmo in Tschechien. Er liegt fünf Kilometer südwestlich des Stadtzentrums von Znojmo und gehört zum Okres Znojmo.

## Geographie
Popice befindet sich rechtsseitig über dem Kerbtal der Thaya am Rande des Nationalparks Podyjí in der Znojemská pahorkatina (Znaimer Hügelland). In dem von ausgedehnten Weinlagen und Obstgärten umgebenen Dorf entspringt der Bach Suchý potok. Nördlich erhebt sich der Popický vrch (313 m n.m.), im Nordosten der Sáh (Goldberg), südöstlich der Pustý kopec bzw. Na Dalekých (Dürrehügel, 264 m n.m.), im Westen der Šobes (332 m n.m.) sowie nordwestlich der Nad Novou cestou (Neuwegberg, 374 m n.m.). Gegen Norden erstreckt sich der Trausnitzer Grund (Trouznické údolí). Östlich des Dorfes verläuft die Bahnstrecke Wien–Retz–Znojmo, der nächste Haltepunkt ist Znojmo-Nový Šaldorf. Fünf Kilometer westlich verläuft die Grenze zu Österreich.
Nachbarorte sind Mašovice, Andělský Mlýn und Konice im Norden, Sedlešovice im Nordosten, Nový Šaldorf und Načeratice im Osten, Vrbovec und Chvalovice im Südosten, Hatě und Šatov im Süden, Havraníky im Südwesten, Merkersdorf im Westen sowie Hardegg und Podmolí im Nordwesten.

## Geschichte
Das Dorf wurde wahrscheinlich am Übergang vom 12. zum 13. Jahrhundert durch das Kloster Brück mit deutschen Siedlern gegründet. Im 13. Jahrhundert erwarben die Kreuzherren mit dem Roten Stern auf Pöltenberg den Ort. Die erste schriftliche Erwähnung von Popowicz erfolgte am 6. Juni 1252 in einer Besitzbestätigungsurkunde des Markgrafen Ottokar II. Přemysl für die Kommende Pöltenberg. Zu Beginn des 15. Jahrhunderts wurde das Dorf der Kommende entzogen. Im Jahre 1406 schenkte Markgraf Jobst von Mähren den ihm nach dem Tode des Stephan von Borek zugefallenen Zehnt von den Popowiczer Weingärten und Feldern mit Ausnahme von zwei Lahnen, die sich Alexander Bítovský von Lichtenberg für seinen Gefolgsmann Niklas von Heršice ausbedungen hatte, seinem Geheimschreiber, dem Rattaier Pfarrer Pešek von Rozhovice und dessen Bruder. Die älteste Nachricht von der am rechten Ufer der Thaya gelegenen Trawznycht (Trausnitzer Mühle) stammt aus dem Jahre 1409.
1434 wurde Popowicz von den Hussiten zerstört. Die erste Erwähnung einer Pfarrei stammt aus dem Jahre 1500. Im Jahre 1509 überließ die Kommende Pöltenberg dem Dorf 350 ha Land als freie Hutweide, die die Grundlage für die Haltung und Zucht der Poppitzer Schafe bildete. Das älteste erhaltene Grundbuch wurde 1558 begonnen. 1574 erließ die Kommende eine Gemeindeordnung für Poppitz. Im Jahre 1577 erhielten der Poppitzer Pfarrer und der Seelauer Abt die bis dahin dem Klosterbrucker Abt zugeflossenen Pfründen aus Deutsch Konitz.
Während des Dreißigjährigen Krieges wurde Poppitz verwüstet. Im Jahre 1680 starben 155 Einwohner beim Ausbruch der Pest. Das älteste Ortssiegel stammt aus dem 17. Jahrhundert; es zeigt einen Schild mit Kreuz und zwei sechsstrahligen Sternen, an dessen beiden Seiten zwei weitere Sterne sowie darüber eine Traube. Die Umschrift lautet: SIGIL.DER.GEMEIN.IN.POPITZ.
Die Erwerbsquelle der Bewohner bildete die Landwirtschaft. Die zu den Ausläufern des Manhartsberges gehörenden Höhenrücken um Kaidling und Poppitz schützten beide Dörfer vor West- und Nordwinden; an den Südosthängen befanden sich Weingärten. Außerdem wurden Getreide, Gemüse und Obst angebaut. Die günstigen klimatischen Verhältnisse ließen die Kirschen und Pfirsiche an den Hängen um Poppitz und Deutsch Konitz früher als in anderen Ortes des Znaimer Kreises reifen.
1779 nächtigte Kaiser Joseph II. im Poppitzer Pfarrhof. Im Jahre 1793 lebten in Poppitz 423 Personen. Während der Napoleonischen Kriege wurde das Dorf 1805 und 1809 von französischen Truppen besetzt und geplündert, dabei verstarb der Bürgermeister nach Folter.
Im Jahre 1834 bestand das Dorf Poppitz bzw. Popice aus 74 Häusern mit 408 deutschsprachigen Einwohnern. Unter obrigkeitlichem Patronat standen die zum Dekanat Znaim gehörige und dem Kreuzherrenorden inkorporierte Pfarradministratur mit der Kirche des hl. Sigismund sowie die Schule. Außerdem gab es im Ort einen obrigkeitlichen Weinkeller mit einem Presshaus. Poppitz war Sitz eines der drei herrschaftlichen Forstreviere. Abseits lag am rechten Thayaufer die Trausnitzer Mühle (Čekanovický mlýn). Oberhalb davon befanden sich in der Thayaschlucht die teils zu Mähren und teils zu Österreich gehörigen Neunmühlen, von denen noch sechs existierten; die beiden früher der Kommende Pöltenberg unterstehenden Mühlen waren erloschen. Bis zur Mitte des 19. Jahrhunderts blieb Groß Maispitz der Stiftsherrschaft Pöltenberg untertänig. Amtsort war Pöltenberg.
Nach der Aufhebung der Patrimonialherrschaften bildete Poppitz / Popice ab 1849 eine Gemeinde im Gerichtsbezirk Znaim. Die Gemeinde legte sich ein neues Siegel mit einer Weintraube zu, der Kreuzherrenschild wurde entfernt.
Während des Deutschen Krieges floh die Bevölkerung mit ihrem Vieh 1866 vor den preußischen Truppen in die Poppitzer Wälder, die Wertgegenstände und Lebensmittel waren zuvor in den Vorrats- und Weinkellern vergraben worden. 1868 wurde die Gemeinde Teil des Bezirkes Znaim. Ab 1869 erfolgte südlich des Dorfes der Bau Nordwestbahn, sie nahm 1871 den Betrieb auf. Im Jahre 1880 hatte das Dorf 409 Einwohner, darunter waren 371 Deutsche und 37 Tschechen. Zehn Jahre später war die Einwohnerzahl gleich geblieben, mit einer Ausnahme lebten in dem Dorf ausschließlich Deutsche. Nach 1890 erreichte die sich von Schattau aus über Südmähren ausbreitende Reblaus auch Poppitz. Im Jahre 1900 ließ die Sektion Znaim des Österreichischen Touristenklubs den Aussichtspunkt Sealsfield-Stein herrichten und einen Wanderweg markieren. Beim Zensus von 1910 lebten in Poppitz 359 Personen, davon waren 357 Deutsche und zwei Tschechen. Im Jahre 1911 wurde der Weg nach Deutsch Konitz zur Straße ausgebaut.
Nach dem Ersten Weltkrieg zerfiel der Vielvölkerstaat Österreich-Ungarn, Poppitz wurde 1918 Teil der neu gebildeten Republik Deutschösterreich. Anfang 1919 wurde die Gemeinde trotz starker Proteste der deutschen Einwohner Teil der Tschechoslowakischen Republik. Wenig später wurden die deutschsprachigen Orte im Grenzgebiet zur Führung einer tschechischen Inschrift im Gemeindestempel verpflichtet. 1921 lebten in Poppitz 349 Personen, darunter 335 Deutsche und zehn Tschechen. Der Hügel Feuerberg (Skaliska) zwischen Deutsch Konitz und Poppitz war in den 1920er und 1930er Jahren Ziel von Sonnenwendfeiern der Turnvereine. 1930 wurde ein Wasserkraftwerk in der Trausnitzer Mühle errichtet. 1930 lebten in der Gemeinde 346 Personen, darunter 319 Deutsche und 20 Tschechen. Mitte der 1930er Jahre entstand im Thayatal eine leichte Bunkerlinie des Tschechoslowakischen Walls, ebenso wurde auch die Grenze zu Österreich befestigt. Nachdem im März 1938 Österreich an das Deutsche Reich angeschlossen worden war, erhöhten sich in der Tschechoslowakei die Befürchtungen eines deutschen Überfalls. Im Spätsommer 1938 erfolgte eine Teilmobilisierung, die Bunkerlinien wurden besetzt. Im Herbst erfolgte die Verlagerung starker Truppen an die Grenze zur Verteidigung des Landes. In Folge des Münchner Abkommens wurde das Dorf am 13. Oktober 1938 von deutschen Truppen besetzt und dem deutschen Landkreis Znaim zugeordnet. Mit dem Anschluss an das Deutsche Reich sah die einheimische Bevölkerung die Kriegsgefahr als gebannt. Die Landwirtschaft erlebte in dieser Zeit einen Aufschwung. 1939 fusionierte Poppitz mit Deutsch Konitz zu einer Gemeinde Waldberg; Deutsch Konitz wurde zum Ortsteil Waldberg-Nord, Poppitz zu Waldberg-Süd. Sitz der Gemeinde war Waldberg-Nord. Initiiert wurden die Phantasienamen vom Znaimer Landrat Alfred Kottek. Am 8. Mai 1945 nahm die Rote Armee das Dorf ein. Einen Tag später besetzten selbsternannte tschechische Revolutionsgardisten den Ort, dabei kam es zu Plünderungen und Vergewaltigungen. Fast alle deutschen Männer aus Popice wurden am 17. Mai nach Šatov abtransportiert und dort misshandelt. Danach wurden die meisten von ihnen zur Zwangsarbeit in die Lager Znojmo und Mansberk verbracht. Von den verbliebenen Deutschen wurde 1946 ein 80-jähriger Senior wegen einer Ziege erschlagen, ein 86-jähriger verhungerte. Die letzten deutschen Bewohner wurden am 5. März 1946 in die Westzone vertrieben.
Popice kam nach dem Ende des Krieges zur Tschechoslowakei zurück und bildete wieder eine Gemeinde im Okres Znojmo; der Zusammenschluss Waldberg wurde aufgehoben. In den Häusern des Dorfes wurden Tschechen, die zumeist aus der Mährischen Slowakei stammten, einquartiert. Diesen wurden im Juli 1945 die Häuser und das Land der deutschen Bewohner übertragen. Ein Teil der deutschen Bewohner war zu dieser Zeit über die Grenze nach Österreich geflohen. Im August 1946 wurden die letzten deutschen Bewohner vertrieben.
Im Jahre 1960 wurde Popice nach Konice u Znojma eingemeindet. Zur selben Zeit erfolgte auch der Zusammenschluss der JZD Popice und Konice u Znojma. Im Jahre 1961 lebten in Popice 228 Personen.
Mit dem Bau der Thayatalsperre Znojmo erfolgte ab 1962 im Rabensteintal auch der Abriss des Wasserkraftwerkes Trauznický mlýn. 1966 wurde das Rabensteintal überflutet. Als in den 1970er Jahren Pläne bekannt wurden, im Profil der Felswand „Býčí skála“ gegenüber dem „Sealsfieldův kámen“ einen weiteren großen Staudamm zu errichten, mit dem das gesamte Thayatal bis nach Hardegg geflutet werden sollte, verhinderte insbesondere die österreichische „Bürgerinitiative zur Erhaltung des Thayatales“ das Projekt.
1978 wurden die Häuser der Gemeinde fortlaufend neu nummeriert; die Häuser in Popice erhielten die Hausnummern 1–61 und die in Konice u Znojma  die Nrn. 62–165. Am 1. Juli 1980 erfolgte die Eingemeindung nach Znojmo; danach wurde in beiden Orten die ursprüngliche Hausnummerierung wiederhergestellt.
Im Jahre 1991 wohnten in Popice 164 Einwohner. Beim Zensus von 2001 bestand der Ort aus 63 Wohnhäusern, in denen 158 Menschen lebten. Insgesamt gibt es in Popice 80 Adressen.

## Sehenswürdigkeiten
- Kirche des hl. Sigismund, sie wurde im 15. Jahrhundert errichtet. Sie besitzt zwei Altäre. Zwei der vier Glocken stammen aus dem 17. Jahrhundert
- Zweigeschossiger Pfarrhof  mit Renaissancetor, errichtet in der zweiten Hälfte des 16. Jahrhunderts als Sommersitz des Großmeisters des Kreuzherrenordens
- Geburtshaus von Charles Sealsfield, Museum
- Bildstock mit vier Reliefs, aus dem 16. Jahrhundert
- Weinkeller
- Statue des hl. Florian, geschaffen in der zweiten Hälfte des 17. Jahrhunderts
- Friedhofstor, aus der ersten Hälfte 18. Jahrhunderts
- Marienkapelle am Weg nach Havraníky, sie wurde 1815 anstelle einer alten Marterlsäule der Schmerzhaften Mutter Gottes von 1680 errichtet. Neben der Kapelle befindet sich die Marienquelle.
- Nischenkapelle an der Straße nach Konice
- Statuen der hll. Johannes von Nepomuk und Antonius, Dreifaltigkeitsmarterl, Marterl aus der Zeit des Dreißigjährigen Krieges auf dem Horáčkův kopeček (Häuselberg)
- Sealsfield-Stein (Sealsfieldův kámen): nordwestlich des Dorfes über der Thaya, von Popice führt ein Wanderweg dorthin. Die Felswald mit Aussicht über das 150 m tiefe Thayatal wurde im Jahre 1900 von der Sektion Znaim des Österreichischen Touristenklubs touristisch erschlossen. Gegenüber liegen der Altan Králův stolec und die Felswand Býčí skála
- Naturdenkmal Horáčkův kopeček, am östlichen Ortsrand
- Naturdenkmal Pustý kopec u Konic, der Hügel südöstlich von Popice wurde 1956 unter Schutz gestellt
- Popické vřesoviště (Poppitzer Heide), das ehemalige Hutweideland westlich von Popice ist mit Heidekraut bewachsen
- Tief eingeschnittenes Tal der Thaya mit Felswänden und dem Stausee Znojmo
- Tal Trauznické údolí, nördlich von Popice

## Söhne und Töchter des Ortes
- Gregor Lambeck (1712–1781), ab 1764 Abt von Klosterbruck
- Charles Sealsfield, eigentlich Carl Anton Postl (1793–1864), österreichischer und amerikanischer Schriftsteller
- Alexander Mahr (1896–1972), österreichischer Ökonom